# Jules Girard (helléniste)
Pour les articles homonymes, voir Jules Girard (homonymie) et Girard.
Jules Augustin Girard est un helléniste français, né le 24 février 1825 à Paris et mort le 30 mars 1902, à Cannes (Alpes-Maritimes).

## Biographie
Fils du graveur Alexis-François Girard (1787-1870), il fait ses études à l'École normale supérieure en 1844 et obtient l'agrégation de lettres en 1847. Professeur de rhétorique au collège royal de Vendôme en 1847-1848, il entre à l'École française d'Athènes (1848-1851) et voyage en Eubée. Il enseigne ensuite la rhétorique au lycée Faidherbe de Lille (1851) puis au lycée de Montpellier (1853).
Le 4 novembre 1854, il soutient ses deux thèses de doctorat ès lettres à la Faculté de Paris. La première, en français, s'intéresse aux caractères de l'atticisme dans l'éloquence de Lysias. La deuxième, en latin, traite du génie des habitants de Mégare. 
Devenu docteur ès lettres, il est chargé de 1854 à 1868, d'une conférence de langue et littérature grecque puis est nommé maître de conférences à l’École normale supérieure. En 1868, il est chargé d'un cours de littérature grecque à la Faculté des lettres de Paris puis il est suppléant d'Henri Patin en 1869 dans la chaire de poésie latine.
Membre de l’Académie des inscriptions et belles-lettres à partir de 1873, il obtient en 1874 la chaire de poésie grecque à la Faculté des lettres de Paris et dirige la Fondation Thiers de 1896 à 1902.
Il a également collaboré avec plusieurs revues dont la Revue des Deux Mondes et le Journal des savants.

## Distinctions
- Chevalier de la Légion d'honneur (décret du 13 août 1862).
- Officier de la Légion d'honneur au titre du Ministère de l'Instruction publique et des Beaux-arts (décret du 18 janvier 1881). Parrain : Désiré Nisard, de l'Académie française.

## Publications
- Mémoires sur l'île d'Eubée, 1852.
- Des caractères de l'atticisme dans l'éloquence de Lysias, 1854, thèse de doctorat.
- De Megarensium ingenio, 1854, thèse de doctorat.
- Essai sur Thucydide, 1859.
- Hypéride, sa vie et son éloquence, 1860.
- Le Sentiment religieux en Grèce (1868), ouvrage couronné par l’Académie française.
- Études sur l'éloquence attique, 1874.
- Études sur la poésie grecque, 1884.
- Poètes moralistes de la Grèce. Notices et traductions par MM. Joseph Daniel Guigniaut, Henri Patin, Jules Girard, … et L. Humbert, Paris : Garnier frères, in-8o, VIII-320 p., 1892.